# Ведерников, Николай Васильевич
Николай Васильевич Ведерников — разведчик 538-го армейского миномётного полка (33-я армия, 2-й Белорусский фронт), младший сержант.

## Биография
Николай Васильевич Ведерников родился в семье служащего в городе Барнаул. В 1940 году окончил 7 классов школы, работал на Барнаульском вагоноремонтном заводе сверловщиком.
В августе 1942 года Барнаульским горвоенкоматом был призван в ряды Красной армии. С сентября 1942 года на фронтах Великой Отечественной войны.
18 февраля 1944 года в бою в Бешенковичском районе Витебской области обнаружил крупнокалиберный пулемёт и миномётную батарею противника. По сведениям, переданным Ведерниковым, они были уничтожены огнём наших батарей. Ведерников получил ранение, но продолжал вести наблюдение. 21 марта 1944 года во время наступления в районе посёлка Косачи им был обнаружен, а затем огнём миномётов разбит НП противника. Приказом по 33-й армии от 13 мая 1944 года младший сержант Ведерников был награждён орденом Славы 3-й степени.
23 июня 1944 года младший сержант Ведерников в районе города Горки Могилёвской области, когда выбыл из строя расчёт 45-мм пушки, сам встал к орудию и подбил танк противника. 2 июля 1944 года во время боев за плацдарм на левом берегу реки Неман был ранен, но остался выполнять боевую задачу. 2 августа 1944 года возле деревни Дедвижье вынес с поля боя раненного командира полка. Был представлен к ордену Отечественной войны 2-й степени, но приказом по 33-й армии от 31 августа 1944 года младший сержант Ведерников был награждён орденом Славы 2-й степени.
16 апреля 1945 года при прорыве долговременной обороны противника в районе населённого пункта Визенау (пригород Франкфурта-на-Одере) В. (1-й Белорусский фронт) вступил в схватку с группой солдат противника, из которых 8 уничтожил, а трех взял в плен. Был ранен, но остался в строю. Указом Президиума Верховного Совета СССР от 15 мая 1946 года младший сержант Ведерников был награждён орденом Славы 1-й степению
Демобилизовался Николай Васильевич Ведерников в марте 1947 года. Вернулся в Барнаул. Работал инженером на Барнаульском заводе геологоразведочного оборудования.
6 апреля 1985 года он был награждён в честь 40-летия Победы орденом Отечественной войны 1-й степени.
Скончался Николай Васильевич Ведерников 23 ноября 1996 года.

## Память
Николай Васильевич Ведерников похоронен на Власихинском кладбище города Барнаула.